# Poziomkówka indyjska
Poziomkówka indyjska (Potentilla indica (Andrews) Th. Wolf) – gatunek rośliny wieloletniej należący do rodziny różowatych. Współcześnie włączany do rodzaju pięciornik Potentilla, ale w polskiej literaturze botanicznej zwykle zgodnie z tradycyjną klasyfikacją opisywany jako przedstawiciel rodzaju poziomkówka Duchesnea. Rodzime obszary jego występowania to południowa i wschodnia Azja. Introdukowany i zdziczały w Europie, Afryce i Ameryce Północnej. W Polsce gatunek uprawiany oraz dziczejący i w niektórych miejscach zadomowiony (kenofit). 

## Systematyka
Gatunek tradycyjnie wyodrębniany jest zwykle w ramach rodzaju poziomkówka (Duchesnea) jako Duchesnea indica (Andrews) Focke. Rodzaj opisany został przez Jamesa E. Smitha w 1811 i został szeroko zaakceptowany. W niektórych ujęciach sugerowano przynależność tych roślin do rodzaju poziomka Fragaria, w innych na zagnieżdżenie w obrębie rodzaju pięciornik Potentilla, ale na ogół traktowany był i wciąż bywa jako odrębny. 
Wnioski z badań nad relacjami filogenetycznymi wskazują jednak jednoznacznie na zagnieżdżenie tego rodzaju w obrębie rodzaju pięciornik Potentilla, i to w obrębie grupy obejmującej gatunek typowy tego rodzaju (Potentilla reptans). W aktualizowanych bazach taksonomicznych gatunek ten także jest włączany do tego rodzaju, np. w POWO.

## Morfologia

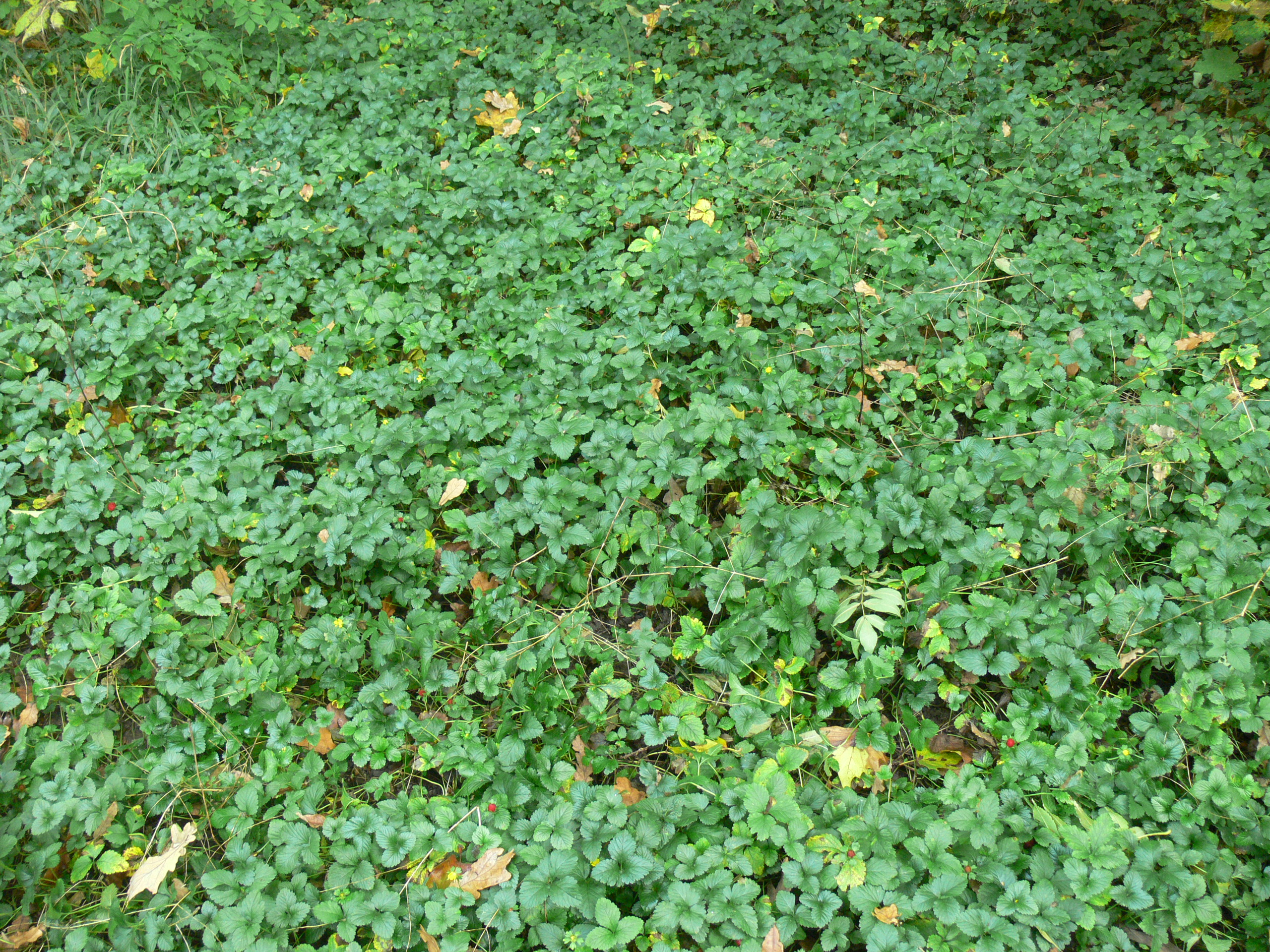
Zwarty płat poziomkówki

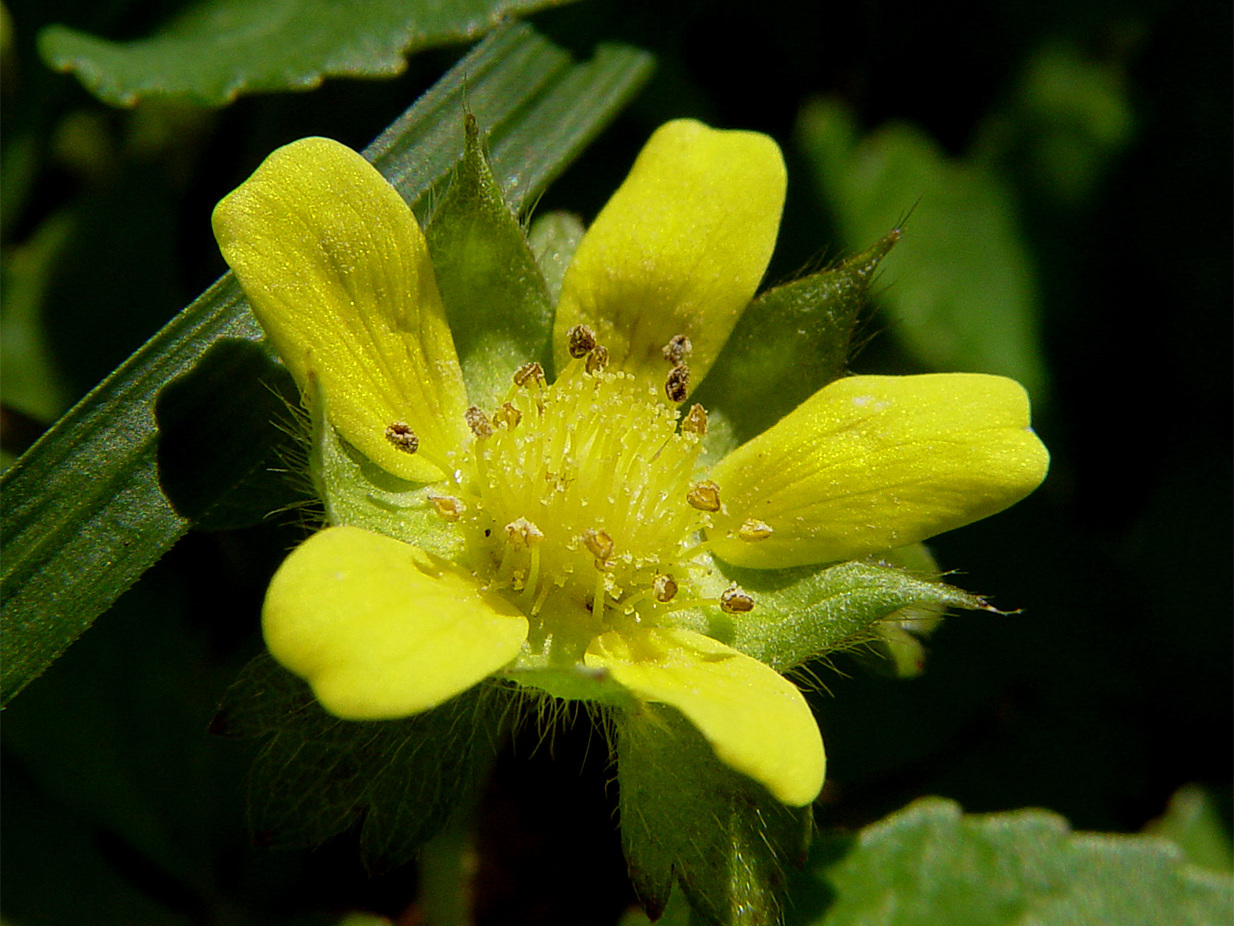
Kwiat
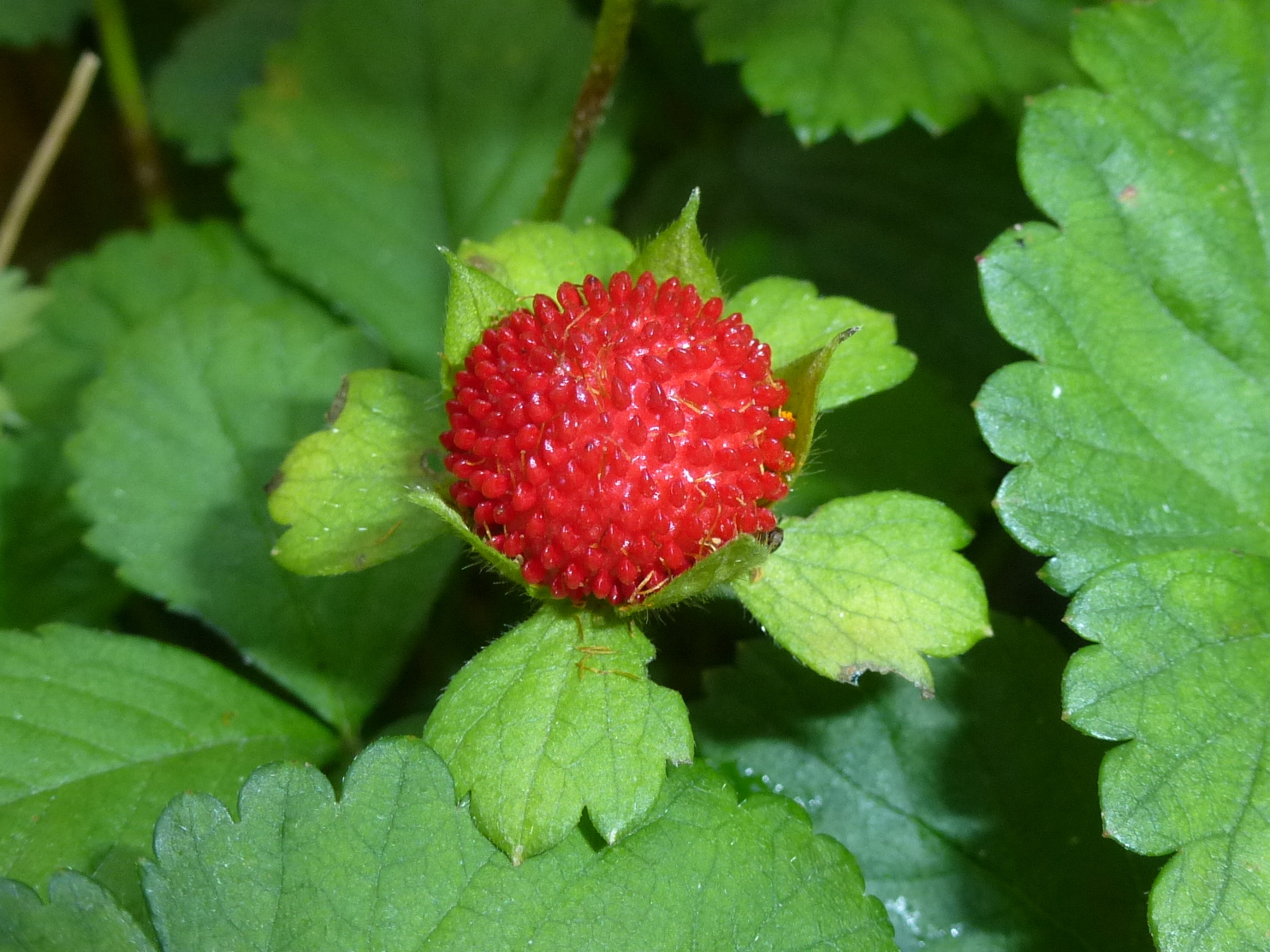
Owoc pozorny
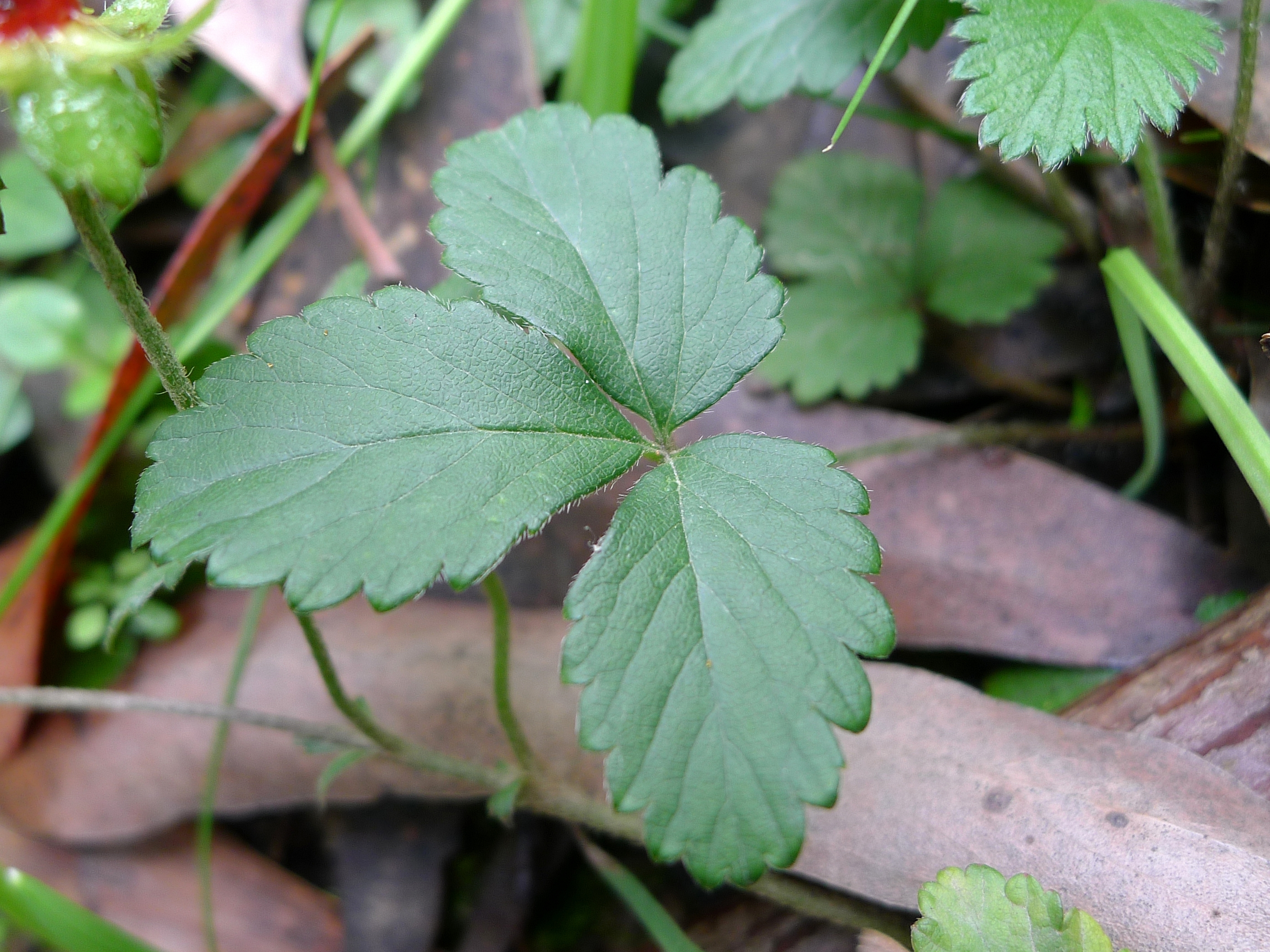
Liść
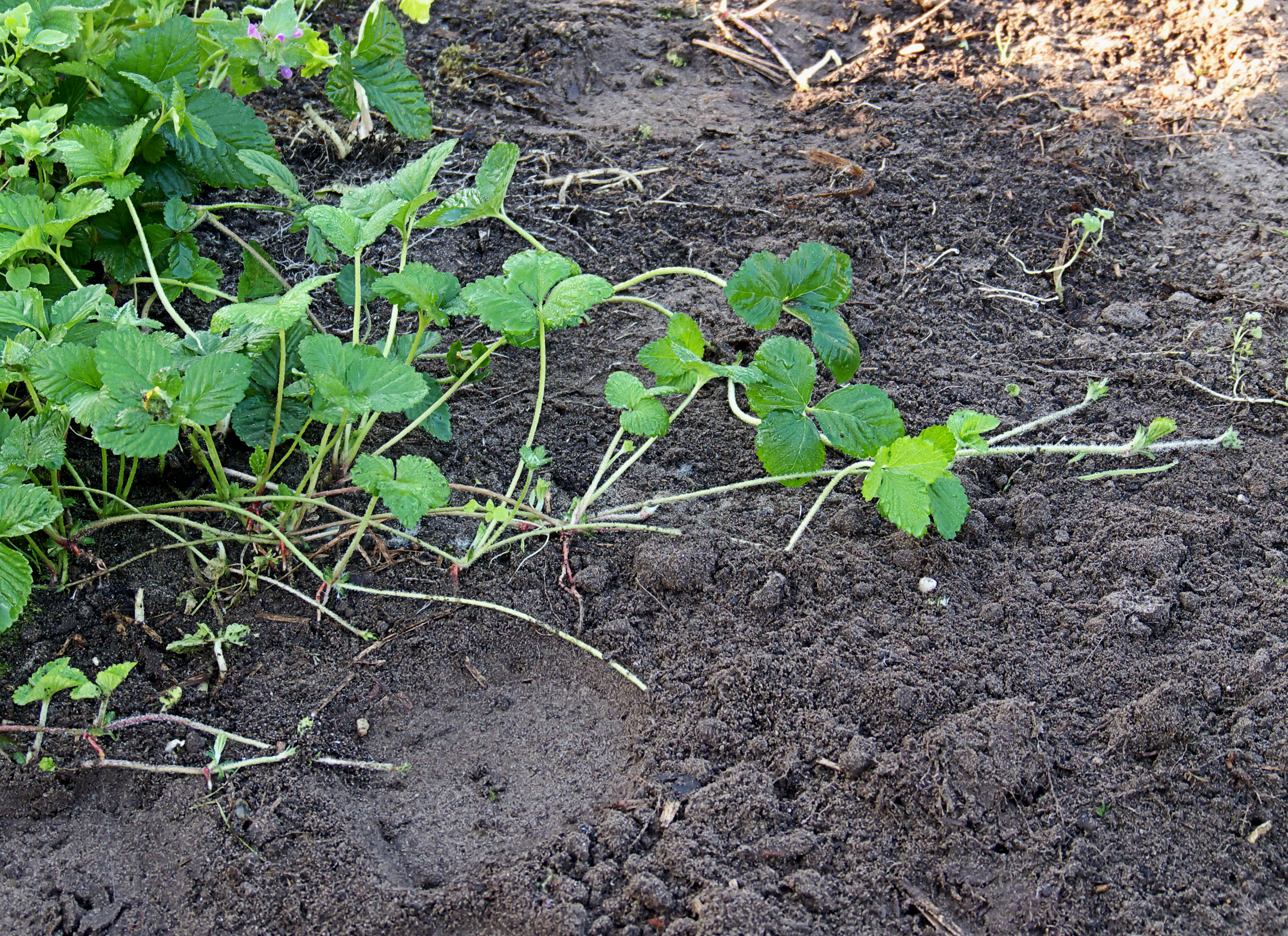
Rozłogi

PokrójRoślina zielna, osiągająca do 30 cm wysokości z tęgim, krótkim kłączem i z długimi rozłogami osiągającymi do 1 m długości.
LiściePotrójnie złożone, podobne do liści truskawki, owłosione po obu stronach. U nasady z owalnymi lub szeroko lancetowatymi przylistkami o długości 5–8 mm. Ogonek liściowy od 1 do 5 cm. Listki owalne lub nieco rombowate o długości 1–5 i szerokości 1–3 cm.
KwiatyPojedyncze, o średnicy od 1 do 2,5 cm, wyrastają na owłosionych szypułkach o długości od 0,2 do 6 cm. Działki kielicha dłuższe od płatków korony, zaostrzone, na szczycie z kilkoma ząbkami. Płatki żółte, zaokrąglone na końcach. Pręcików od 20 do 30. Owocolistki liczne, wolne.
OwoceOwoce pozorne podobne do poziomki lub truskawki. Mięsiste, czerwieniejące po dojrzeniu, o średnicy 1–2 cm. Na ich powierzchni znajdują się owalne niełupki o długości 1,5 mm.

## Zastosowanie
Gatunek uprawiany jest jako roślina ozdobna. Ze względu na intensywne rozrastanie się za pomocą rozłogów wykorzystywana jako roślina okrywowa, poza tym na obrzeżach rabat i w pojemnikach. Poza zwartą okrywą liści roślina ozdobna jest z powodu kwiatów pojawiających się od wiosny do początków lata, a pod koniec lata z powodu jaskrawo czerwonych owoców pozornych. Są one suche i niesmaczne.